# 東京都区部
東京都区部（とうきょうとくぶ）は、東京都東部の23の特別区から構成される区域。東京都の都庁所在地で、一般的には東京23区（とうきょうにじゅうさんく）と呼ばれることが多い。
元は府県制と市制による東京府東京市だったが、東京府と東京市を廃した1943年（昭和18年）7月の東京都制施行後に旧東京市域を指してこのように称することとなった。東京都制を廃した1947年（昭和22年）5月の地方自治法施行後もこの呼称は継続して使用されている。また、現在も東京都区部を1つの都市として扱う事があり、都区部を指して単に東京とも呼称される。尚、東京都区部を指して「都内」、多摩地域及び東京都島嶼部に関しては「都下」と呼び分ける用法が存在する。

## 名称
市町村などの単一の地方公共団体ではないため、正式名称はない。ただし、総務省の全国地方公共団体コードでは「特別区の区域」とされている。また、多極分散型国土形成促進法（昭和63年法律第83号）第4条においては、「東京都の特別区の存する区域」とあり、続けて「（以下「東京都区部」という。）」とされている他、JRの乗車券にも、「東京都区内」といった表記が見られる。都道府県庁所在地として表記する際は「東京」と記載される。

## 概説

### 成立の経緯
第二次世界大戦下、首都の行政機能を強化する目的から、東京府と東京市を統合して東京都が成立したのは1943年（昭和18年）のことである。当時の区の数は35区だったが、1947年（昭和22年）3月に35区のうち24区を11区に再編して22区となり、同年8月に板橋区から練馬区を分区して23区となった。

### 面積、人口、人口密度
東京都区部（東京23区）の面積は627.53km2（2022年1月1日時点）。
現在の人口は、住民基本台帳によると東京都区部（東京23区）の人口の合計は985万人（2024年5月1日時点）。 (同時期の東京都全体は1417万人なので）東京都のおよそ70%の人が23区に住んでいることになる。東京23区の人口だけで、都道府県として第2位に位置する神奈川県全体の人口（約920万人）を上回っている。人口密度は約1.5万人/km2。
1920年（大正9年）時点で東京都区部の人口がどのような状況であったかを説明するためにいくつか例を挙げると、台東区が人口第1位の43万9596人、世田谷区は3万9952人であった。高度経済成長期の1965年（昭和40年）に約889万人（国勢調査人口）でいったん最大となったあと、郊外化で減少に転じ、特にバブル景気に伴う地価の高騰によって1990年代には800万人を割り込んだ（参照）。その後は都心回帰現象などにより、現在では約960万人にまで再び増加し、東京都の人口の約69%を占めるまでに至った。
東京都区部の人口は、そこを仮に一種の「一つの自治体」と見なした場合、日本でもっとも多い。全国の市区町村で最大の人口である横浜市と比較しても約2.6倍もの人口規模である。
なお、昼間人口では、1980年代末のバブル景気期に約1129万人で最大となり、失われた10年の間は減少していたが、その後は増加してバブル期並みとなっている（参照）。昼間人口に比べ夜間人口はずっと少ない。23区の外の区域が巨大なベッドタウンとなっており、昼間に仕事をするためにその区域の人々が23区に移動してきている。
23区の中でも、特に中心あたりの区、いわゆる「都心」の区は、主に中心業務地区に利用されているため、基本的にはほとんどがいわゆる「仕事場」「職場」「オフィス」「店舗」などであり、居住地が少なく、人口も少ない（「都心」というやや曖昧な概念については「#都心と副都心」の節で詳説）。また、地価が高いだけでなく、面積が狭いことも人口の少ない要因のひとつである。周辺の区ほど人口が多いが、面積最大の大田区より面積第2位の世田谷区の方が人口は多く（大田区は羽田空港の沖合展開による埋め立ての結果、世田谷区を抜き最大の区となった）、面積第5位の練馬区は人口第2位である。東京湾沿岸の区は、東京港港湾施設や広大な工場・流通地区を持つため、内陸の周辺区よりも人口密度が低いが、江東区などは超高層住宅の建設が進められており、一部そうでもない場所もある。23区内の新築マンション（70m2）の平均価格は8,116万円（東京カンティ調査）となっている。

### 行政上の特徴と関連法規
地方自治法第3編「特別地方公共団体」第2章「特別区」（第281条から第283条）の規定に基づき運営されており、区議会を持ちつつも、区の管理・運営業務の一部は都が行っている。国の行政機関や各省大臣が助言や勧告を行うことができる普通地方公共団体とは異なり、特別区の運営について助言および勧告をすることができるのは都知事のみであり、または特別区財政調整交付金に関する事項については総務大臣のみである。都と特別区および特別区相互の間の連絡調整を図るため、都区協議会が設けられている。
市町村よりも権限が小さく、通常市町村が手がける水道業務や消防などは東京都が行っている（東京都水道局、東京消防庁）。

### 課題
財政をはじめとして、独立性は低いものの議員や職員数は多く、現在23区の職員数は合計で6万2000人、区議会議員数は約900人に上り、それらの人件費は年間6000億円超となっていることも問題視されている。23区についてはこれらの非合理や効率の悪さから、再編を求める意見もある。

### その他
JR（旧国鉄）では、旅客営業規則を定めており、その中に「特定都区市内」制度がある。これは、特定の都市での運賃計算の特例の事であるが、札幌市・名古屋市・京都市・大阪市・福岡市など10都市に加え、東京都区部を1つの都市として数えて定めている。対象駅の駅名標には大阪市なら「阪」、京都市なら「京」と表記され、東京都区部は「区」と表記される。

## 歴史
江戸時代、江戸の市域は、「朱引」と呼ばれ、その範囲は「朱引線」によって明示されていた。
明治2年2月19日（1869年）、江戸に代わった東京府は、新たな朱引を定めた。これは皇居を中心とし、朱引の内側を「市街地」、外側を「郷村地」と定めるものであった。同年3月16日には、朱引内に50区の区画が制定され（五十番組制、五十区制）、さらに明治4年6月（1871年）にはその範囲が縮小されて44区に再編成された（朱引内四十四区制）。
1878年（明治11年）、郡区町村編制法が制定され、宮城（皇居）周辺の都心部に、麹町区、神田区、日本橋区など15区が定められた。1889年（明治22年）には、この15区に市制が施行され、東京市となる。明治時代には、およそ明治通りの内側が東京市とされ、外側は南豊島郡渋谷村などの町村であった。このときの東京市は、現在の千代田区、中央区、港区、文京区、台東区の全域、および新宿区・墨田区・江東区の各一部を範囲としていた。
1920年（大正9年）、豊多摩郡の1町を編入。1932年（昭和7年）、近隣5郡（荏原郡・豊多摩郡・北豊島郡・南足立郡・南葛飾郡）の60町22村を編入し、面積・人口が一気に拡大した。このとき、既存の15区に加えて、新たに20区が定められ、35区となった。1936年（昭和11年）、北多摩郡の2村を編入し、現在の東京都区部の区域となった。1943年（昭和18年）には東京都制が施行されて東京府および東京市は廃止され、35区は東京都の行政区となった。
1947年（昭和22年）の地方自治法施行直前の3月15日に35区は再編され、22区になり、5月3日の地方自治法施行により特別区に移行した。さらに同年8月1日に練馬区が板橋区より分離し現在の23区となった。制度創設から長らく、特別区は東京都の内部的団体と位置づけられ、日本国憲法第93条2項の「地方公共団体」にあたらないと解されてきた。しかし、2000年（平成12年）の地方分権改革により、特別区は「基礎的な地方公共団体」と規定され、名実ともに独立した地方公共団体となった。

## 地理

### 気候
日本国内における気候区分では太平洋側気候に属する。夏季は高温・多雨となり、冬季は晴れて乾燥する日が多い。海洋性気候と内陸性気候の2つに分けられる。
春は、天気は周期変化で、晴れる日が多いが、発達した低気圧が通過して天気が崩れることもある。寒冷渦の影響で雷雨になる時もある。
梅雨の降水量は東海以西と比べると少ない。
夏は、太平洋高気圧に覆われて、晴れて湿度が高く暑い日が多く、雷雨も発生しやすい。オホーツク海高気圧から吹きこむ冷涼・湿潤な北東気流の影響を受け、曇りや雨のぐずついた天気になる場合もあり、夏日にも届かない異常低温に見舞われることもあるが、2010年以降は減っている。都心部ではヒートアイランド現象が顕著化しており、2013年8月には最低気温30.4℃（当時は大手町）を観測した。世田谷区北部、杉並区、練馬区などの23区西部は他地域と異なり、内陸性気候となる。暑さが厳しく盛夏期には38℃ぐらいまで上がる。多摩地区や埼玉県南部との気候の類似性がある。この地域には練馬区に気温観測所（アメダス）が所在する。同アメダスでは2018年に39.6℃を観測。　
秋は、前半は秋雨前線の影響で雨が降りやすくなる。後半は天気は周期変化となり、晴れる日が多い。
冬は、西高東低の冬型の気圧配置の場合、晴れて空気が乾燥する日が多い。冬の後半になると南岸低気圧が通過しやすくなり、上空の寒気が強い場合に雪となる。2014年2月8日と同年2月14日にはそれぞれ1969年以来の大雪となり、千代田区大手町の気象庁でも27cmの積雪を観測した。
気象庁露場のあった大手町の観測によると、ヒートアイランドの影響が大きく、1920年代は年間70日程度観測されていた冬日は減少し、熱帯夜の日数は3倍以上に増加している。
一方、内陸寄りにある練馬区のアメダス観測では冬日は珍しくない。また、気象観測所のある千代田区内においても、大手町付近と新たな気象庁露場のある北の丸公園とでは冬場の最低気温に違いが見られ、2012年1月の平均最低気温は大手町1.8℃に対し北の丸公園は0.4℃であり、冬日の日数では大手町3日に対し北の丸公園は11日である。これは、1月の気温に関しては練馬（平均最低気温−0.3℃、冬日17日）寄りの気温である。これらの要因から、同じ都区内でも練馬区など内陸寄りの郊外と中央区や千代田区などの臨海部との気温差が大きいことを表している。また、気象観測所が大手町にあった時代の最低気温は高知市や鹿児島市より高い日が少なからずあったが、北の丸公園への移転後は新潟市よりも低い日が出てきている。
| 東京（東京管区気象台）の気候                                 | 東京（東京管区気象台）の気候 | 東京（東京管区気象台）の気候 | 東京（東京管区気象台）の気候 | 東京（東京管区気象台）の気候 | 東京（東京管区気象台）の気候 | 東京（東京管区気象台）の気候 | 東京（東京管区気象台）の気候 | 東京（東京管区気象台）の気候 | 東京（東京管区気象台）の気候 | 東京（東京管区気象台）の気候 | 東京（東京管区気象台）の気候 | 東京（東京管区気象台）の気候 | 東京（東京管区気象台）の気候 |
| 月                                                           | 1月                          | 2月                          | 3月                          | 4月                          | 5月                          | 6月                          | 7月                          | 8月                          | 9月                          | 10月                         | 11月                         | 12月                         | 年                           |
| ------------------------------------------------------------ | ---------------------------- | ---------------------------- | ---------------------------- | ---------------------------- | ---------------------------- | ---------------------------- | ---------------------------- | ---------------------------- | ---------------------------- | ---------------------------- | ---------------------------- | ---------------------------- | ---------------------------- |
| 最高気温記録 °C （°F）                                       | 22.6 (72.7)                  | 24.9 (76.8)                  | 28.1 (82.6)                  | 29.2 (84.6)                  | 32.6 (90.7)                  | 36.4 (97.5)                  | 39.5 (103.1)                 | 39.1 (102.4)                 | 38.1 (100.6)                 | 32.6 (90.7)                  | 27.5 (81.5)                  | 24.8 (76.6)                  | 39.5 (103.1)                 |
| 平均最高気温 °C （°F）                                       | 9.8 (49.6)                   | 10.9 (51.6)                  | 14.2 (57.6)                  | 19.4 (66.9)                  | 23.6 (74.5)                  | 26.1 (79)                    | 29.9 (85.8)                  | 31.3 (88.3)                  | 27.5 (81.5)                  | 22.0 (71.6)                  | 16.7 (62.1)                  | 12.0 (53.6)                  | 20.3 (68.5)                  |
| 日平均気温 °C （°F）                                         | 5.4 (41.7)                   | 6.1 (43)                     | 9.4 (48.9)                   | 14.3 (57.7)                  | 18.8 (65.8)                  | 21.9 (71.4)                  | 25.7 (78.3)                  | 26.9 (80.4)                  | 23.3 (73.9)                  | 18.0 (64.4)                  | 12.5 (54.5)                  | 7.7 (45.9)                   | 15.8 (60.4)                  |
| 平均最低気温 °C （°F）                                       | 1.2 (34.2)                   | 2.1 (35.8)                   | 5.0 (41)                     | 9.8 (49.6)                   | 14.6 (58.3)                  | 18.5 (65.3)                  | 22.4 (72.3)                  | 23.5 (74.3)                  | 20.3 (68.5)                  | 14.8 (58.6)                  | 8.8 (47.8)                   | 3.8 (38.8)                   | 12.1 (53.8)                  |
| 最低気温記録 °C （°F）                                       | −9.2 (15.4)                  | −7.9 (17.8)                  | −5.6 (21.9)                  | −3.1 (26.4)                  | 2.2 (36)                     | 8.5 (47.3)                   | 13.0 (55.4)                  | 15.4 (59.7)                  | 10.5 (50.9)                  | −0.5 (31.1)                  | −3.1 (26.4)                  | −6.8 (19.8)                  | −9.2 (15.4)                  |
| 降水量 mm （inch）                                           | 59.7 (2.35)                  | 56.5 (2.224)                 | 116.0 (4.567)                | 133.7 (5.264)                | 139.7 (5.5)                  | 167.8 (6.606)                | 156.2 (6.15)                 | 154.7 (6.091)                | 224.9 (8.854)                | 234.8 (9.244)                | 96.3 (3.791)                 | 57.9 (2.28)                  | 1,598.2 (62.921)             |
| 降雪量 cm （inch）                                           | 4 (1.6)                      | 4 (1.6)                      | 0 (0)                        | 0 (0)                        | 0 (0)                        | 0 (0)                        | 0 (0)                        | 0 (0)                        | 0 (0)                        | 0 (0)                        | 0 (0)                        | 0 (0)                        | 8 (3.1)                      |
| 平均降水日数 （≥0.5mm）                                      | 5.3                          | 6.1                          | 10.3                         | 10.9                         | 11.1                         | 12.8                         | 12.0                         | 9.4                          | 12.3                         | 11.8                         | 8.2                          | 5.8                          | 116.0                        |
| 平均降雪日数 （≥0cm）                                        | 2.8                          | 3.5                          | 1.4                          | 0.1                          | 0                            | 0                            | 0                            | 0                            | 0                            | 0                            | 0                            | 0.6                          | 8.5                          |
| % 湿度                                                       | 51                           | 52                           | 57                           | 62                           | 68                           | 75                           | 76                           | 74                           | 75                           | 71                           | 64                           | 56                           | 65                           |
| 平均月間日照時間                                             | 192.6                        | 170.4                        | 175.3                        | 178.8                        | 179.6                        | 124.2                        | 151.4                        | 174.2                        | 126.7                        | 129.4                        | 149.8                        | 174.4                        | 1,926.7                      |
| 出典：気象庁（平均値：1991年 - 2020年、極値：1875年 - 現在） |                              |                              |                              |                              |                              |                              |                              |                              |                              |                              |                              |                              |                              |

| 平均気温の推移°C                                               |                                                                |
| -------------------------------------------------------------- | -------------------------------------------------------------- |
| 現在、技術上の問題で一時的にグラフが表示されなくなっています。 |                                                                |
|                                                                | 現在、技術上の問題で一時的にグラフが表示されなくなっています。 |

|  | 現在、技術上の問題で一時的にグラフが表示されなくなっています。 |

|  | 現在、技術上の問題で一時的にグラフが表示されなくなっています。 |

|  | 現在、技術上の問題で一時的にグラフが表示されなくなっています。 |

|  | 現在、技術上の問題で一時的にグラフが表示されなくなっています。 |

|  | 現在、技術上の問題で一時的にグラフが表示されなくなっています。 |

|  | 現在、技術上の問題で一時的にグラフが表示されなくなっています。 |

|  | 現在、技術上の問題で一時的にグラフが表示されなくなっています。 |

|  | 現在、技術上の問題で一時的にグラフが表示されなくなっています。 |

|  | 現在、技術上の問題で一時的にグラフが表示されなくなっています。 |

|  | 現在、技術上の問題で一時的にグラフが表示されなくなっています。 |

|  | 現在、技術上の問題で一時的にグラフが表示されなくなっています。 |

|  | 現在、技術上の問題で一時的にグラフが表示されなくなっています。 |

|  | 現在、技術上の問題で一時的にグラフが表示されなくなっています。 |

|  | 現在、技術上の問題で一時的にグラフが表示されなくなっています。 |

|  | 現在、技術上の問題で一時的にグラフが表示されなくなっています。 |

|  | 現在、技術上の問題で一時的にグラフが表示されなくなっています。 |

|  | 現在、技術上の問題で一時的にグラフが表示されなくなっています。 |

## 地域

### 特別区一覧
| 旗 | 章 | 区       | 読み         | 団体コード | 面積      | 推計人口    | 人口密度     |
| -- | -- | -------- | ------------ | ---------- | --------- | ----------- | ------------ |
|    |    | 千代田区 | ちよだく     | 13101-6    | 11.66km²  | 68,857人    | 5,905人/km²  |
|    |    | 中央区   | ちゅうおうく | 13102-4    | 10.21km²  | 188,081人   | 18,421人/km² |
|    |    | 港区     | みなとく     | 13103-2    | 20.36km²  | 270,150人   | 13,269人/km² |
|    |    | 新宿区   | しんじゅくく | 13104-1    | 18.22km²  | 360,020人   | 19,760人/km² |
|    |    | 文京区   | ぶんきょうく | 13105-9    | 11.29km²  | 249,762人   | 22,122人/km² |
|    |    | 台東区   | たいとうく   | 13106-7    | 10.11km²  | 225,463人   | 22,301人/km² |
|    |    | 墨田区   | すみだく     | 13107-5    | 13.77km²  | 284,990人   | 20,696人/km² |
|    |    | 江東区   | こうとうく   | 13108-3    | 42.99km²  | 541,584人   | 12,598人/km² |
|    |    | 品川区   | しながわく   | 13109-1    | 22.85km²  | 430,434人   | 18,837人/km² |
|    |    | 目黒区   | めぐろく     | 13110-5    | 14.67km²  | 289,039人   | 19,703人/km² |
|    |    | 大田区   | おおたく     | 13111-3    | 61.86km²  | 756,735人   | 12,233人/km² |
|    |    | 世田谷区 | せたがやく   | 13112-1    | 58.05km²  | 949,958人   | 16,364人/km² |
|    |    | 渋谷区   | しぶやく     | 13113-0    | 15.11km²  | 244,907人   | 16,208人/km² |
|    |    | 中野区   | なかのく     | 13114-8    | 15.59km²  | 353,740人   | 22,690人/km² |
|    |    | 杉並区   | すぎなみく   | 13115-6    | 34.06km²  | 598,228人   | 17,564人/km² |
|    |    | 豊島区   | としまく     | 13116-4    | 13.01km²  | 310,483人   | 23,865人/km² |
|    |    | 北区     | きたく       | 13117-2    | 20.61km²  | 368,419人   | 17,876人/km² |
|    |    | 荒川区   | あらかわく   | 13118-1    | 10.16km²  | 225,057人   | 22,151人/km² |
|    |    | 板橋区   | いたばしく   | 13119-9    | 32.22km²  | 596,413人   | 18,511人/km² |
|    |    | 練馬区   | ねりまく     | 13120-2    | 48.08km²  | 761,379人   | 15,836人/km² |
|    |    | 足立区   | あだちく     | 13121-1    | 53.25km²  | 705,524人   | 13,249人/km² |
|    |    | 葛飾区   | かつしかく   | 13122-9    | 34.80km²  | 460,901人   | 13,244人/km² |
|    |    | 江戸川区 | えどがわく   | 13123-7    | 49.90km²  | 697,406人   | 13,976人/km² |
|    |    |          |              |            | 627.51km² | 9,937,530人 | 15,836人/km² |

### 都区部域内の区分

#### 気象庁による警報区分
出典 - 
- 23区西部（16区） - 中央区、千代田区、文京区、港区、新宿区、品川区、目黒区、大田区、世田谷区、渋谷区、中野区、杉並区、練馬区、板橋区、豊島区、北区
- 23区東部（7区） - 台東区、墨田区、江東区、荒川区、足立区、葛飾区、江戸川区

#### 東京都福祉保健局による区分
- 23区西部（10区） - 港区・新宿区・品川区・目黒区・大田区・世田谷区・渋谷区・中野区・杉並区・練馬区
- 23区東部（13区） - 台東区・墨田区・江東区・荒川区・足立区・葛飾区・江戸川区・千代田区・中央区・文京区・豊島区・北区・板橋区

#### 「東京の産業と雇用就業」での区分け
東京都産業労働局発行の「東京の産業と雇用就業2008」では、以下のような地域に分けられている
| 都心地域   | 千代田区、中央区、港区                                   |
| 副都心地域 | 新宿区、文京区、渋谷区、豊島区                           |
| 城東地域   | 台東区、墨田区、江東区、荒川区、足立区、葛飾区、江戸川区 |
| 城南地域   | 品川区、目黒区、大田区                                   |
| 城西地域   | 世田谷区、中野区、杉並区、練馬区                         |
| 城北地域   | 北区、板橋区                                             |

#### 「全国家計構造調査」での区分け
総務省の基幹統計調査である全国家計構造調査では、以下のような地域に分けられている。
| 区部センターコアエリア | 千代田区、中央区、港区、新宿区、文京区、台東区、墨田区、江東区、渋谷区、豊島区、荒川区 |
| 区部東部・北部エリア   | 北区、板橋区、足立区、葛飾区、江戸川区                                                 |
| 区部西部・南部エリア   | 品川区、目黒区、大田区、世田谷区、中野区、杉並区、練馬区                               |

### 所属未確定地
公有水面が埋め立てられて生じた土地については、行政上の所属が未確定の場合がある。
- 東京高速道路およびその高架下（西銀座デパートなど）- 皇居外濠、京橋川、汐留川を埋め立てて作られたものであるが、外濠は千代田区と中央区、汐留川は中央区と港区の境界線になっており、東京高速道路およびその高架下は区界の上に存在する。こうした経緯により、その行政上の所属は未確定のままである。
- 中央防波堤埋立地 - 江東区・大田区が長らく帰属を主張し係争していたが、2019年（令和元年）9月20日に東京地方裁判所より中央防波堤外側埋立地の西側（全体の20.7％）が大田区側、同東側と内側埋立地全域（同79.3％）が江東区側に帰属するとの判決が下され、両区ともこの判決を受容することを公表している[20]。なお、新海面処分場については同判決においても帰属先が示されておらず、係争が継続している。

## 人口

### 人口の変遷

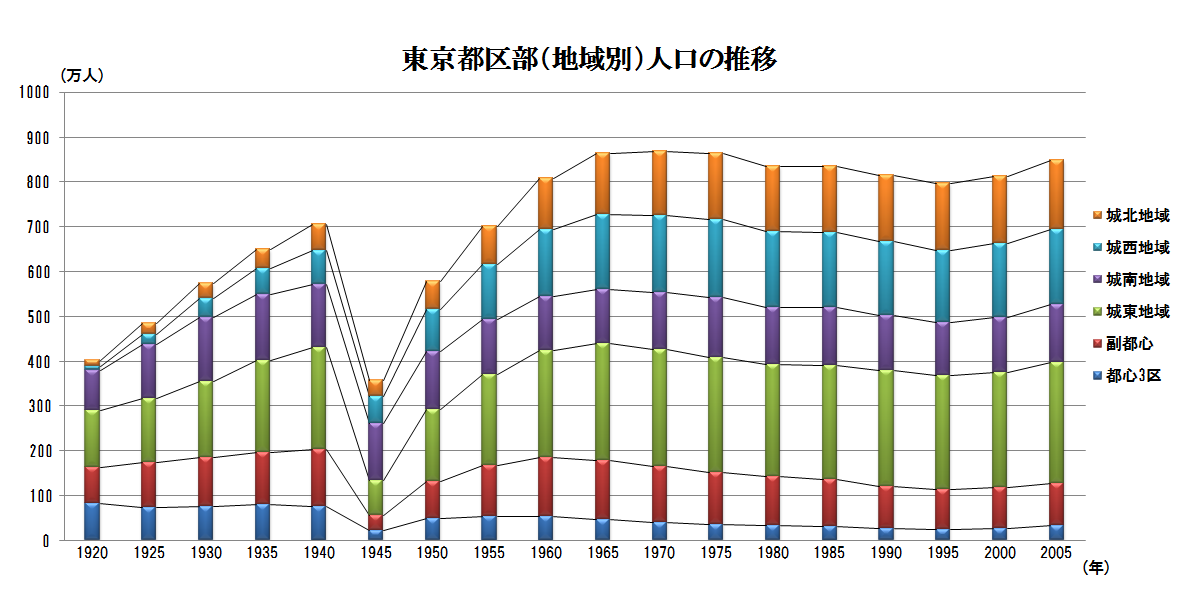
東京都区部（地域別）人口の推移。各年とも国勢調査の結果による。「東京の産業と雇用就業」での区分けとは異なる（練馬区を城北地域に編入）。

- 国勢調査の人口（すべて統計年の10月1日に調査）[21][22][23]。

- 1947年（昭和22年）より前については、現行の区の範囲ごと（現行の区名を【】書き）の人口を記載。
- 色分けは以下の通り。
  - ■：都心3区（千代田区・中央区・港区）
  - ■：都心3区を除く都心5区（文京区・台東区）- 1932年（昭和7年）10月1日に東京市に編入された近隣5郡60町22村の地域を含まない区
  - ■：旧南葛飾郡（墨田区・江東区・葛飾区・江戸川区）- 旧東京市15区の本所区が墨田区に、深川区が江東区に各々含まれる。
  - ■：旧南足立郡（足立区）
  - ■：旧北豊島郡（豊島区・北区・荒川区・板橋区・練馬区）
  - ■：旧豊多摩郡（新宿区・渋谷区・中野区・杉並区）- 旧東京市15区の四谷区および牛込区が新宿区に含まれる。
  - ■：旧荏原郡（品川区・目黒区・大田区・世田谷区）- 世田谷区の一部に旧北多摩郡を含む。

1923年（大正12年）9月1日に関東大震災が発生し、1945年（昭和20年）3月10日に東京大空襲に見舞われ、東京は人口が減少している。
|      | 2020年 令和2年   | 2015年 平成27年  | 2010年 平成22年  | 2005年 平成17年  | 2000年 平成12年  | 1995年 平成7年   | 1990年 平成2年   | 1985年 昭和60年  | 1980年 昭和55年  | 1975年 昭和50年  | 1970年 昭和45年  | 1965年 昭和40年  | 1960年 昭和35年  | 1955年 昭和30年  | 1950年 昭和25年  | 1947年 昭和22年  |
| ---- | ---------------- | ---------------- | ---------------- | ---------------- | ---------------- | ---------------- | ---------------- | ---------------- | ---------------- | ---------------- | ---------------- | ---------------- | ---------------- | ---------------- | ---------------- | ---------------- |
| 日本 | 126,146,099      | 127,094,745      | 128,057,352      | 127,756,815      | 126,925,843      | 125,570,246      | 123,611,167      | 121,048,923      | 117,060,396      | 111,939,643      | 103,720,060      | 98,274,961       | 93,418,501       | 89,275,529       | 83,199,637       | 78,101,473       |
| 全都 | 14,047,594       | 13,515,271       | 13,159,388       | 12,576,601       | 12,064,101       | 11,773,605       | 11,855,563       | 11,829,363       | 11,618,281       | 11,673,554       | 11,408,071       | 10,869,244       | 9,683,802        | 8,037,084        | 6,277,500        | 5,000,777        |
| 区部 | 9,733,276        | 9,272,740        | 8,945,695        | 8,489,653        | 8,134,688        | 7,967,614        | 8,163,573        | 8,354,615        | 8,351,893        | 8,646,520        | 8,840,942        | 8,893,094        | 8,310,027        | 6,969,104        | 5,385,071        | 4,177,548        |
| 1    | 世田谷区 943,664 | 世田谷区 903,346 | 世田谷区 877,138 | 世田谷区 841,165 | 世田谷区 814,901 | 世田谷区 781,104 | 世田谷区 789,051 | 世田谷区 811,304 | 世田谷区 797,292 | 世田谷区 805,787 | 世田谷区 787,338 | 大田区 755,535   | 大田区 706,219   | 大田区 568,498   | 世田谷区 408,226 | 世田谷区 356,170 |
| 2    | 練馬区 752,608   | 練馬区 721,722   | 練馬区 716,124   | 練馬区 692,339   | 練馬区 658,132   | 大田区 636,276   | 大田区 647,914   | 大田区 662,814   | 大田区 661,147   | 大田区 691,337   | 大田区 734,990   | 世田谷区 742,880 | 世田谷区 653,210 | 世田谷区 523,630 | 大田区 400,406   | 大田区 313,746   |
| 3    | 大田区 748,081   | 大田区 717,082   | 大田区 693,373   | 大田区 665,674   | 大田区 650,331   | 練馬区 635,746   | 足立区 631,163   | 足立区 622,640   | 足立区 619,961   | 足立区 609,025   | 足立区 571,791   | 杉並区 536,792   | 杉並区 487,210   | 杉並区 405,665   | 杉並区 326,610   | 杉並区 284,493   |
| 4    | 江戸川区 697,932 | 江戸川区 681,298 | 足立区 683,426   | 江戸川区 653,944 | 江戸川区 619,953 | 足立区 622,270   | 練馬区 618,663   | 練馬区 587,887   | 練馬区 564,156   | 杉並区 560,716   | 杉並区 553,016   | 足立区 514,717   | 品川区 427,859   | 品川区 373,341   | 品川区 288,545   | 足立区 233,217   |
| 5    | 足立区 695,043   | 足立区 670,122   | 江戸川区 678,967 | 足立区 624,807   | 足立区 617,123   | 江戸川区 589,414 | 江戸川区 565,939 | 杉並区 539,842   | 杉並区 542,449   | 練馬区 559,665   | 練馬区 527,931   | 板橋区 477,007   | 北区 418,603     | 北区 351,532     | 足立区 268,304   | 品川区 219,500   |
| 6    | 杉並区 591,108   | 杉並区 563,997   | 杉並区 549,569   | 杉並区 528,587   | 杉並区 522,103   | 杉並区 515,803   | 杉並区 529,485   | 江戸川区 514,812 | 板橋区 498,266   | 板橋区 498,286   | 板橋区 471,777   | 北区 452,064     | 新宿区 413,690   | 新宿区 348,675   | 北区 267,209     | 北区 202,585     |
| 7    | 板橋区 584,483   | 板橋区 561,916   | 板橋区 535,824   | 板橋区 523,083   | 板橋区 513,575   | 板橋区 511,415   | 板橋区 518,943   | 板橋区 505,556   | 江戸川区 495,231 | 江戸川区 473,656 | 葛飾区 462,954   | 葛飾区 446,059   | 板橋区 412,605   | 足立区 332,181   | 台東区 262,159   | 台東区 195,943   |
| 8    | 江東区 524,310   | 江東区 498,109   | 江東区 460,819   | 葛飾区 424,878   | 葛飾区 421,519   | 葛飾区 424,478   | 葛飾区 424,801   | 葛飾区 419,017   | 葛飾区 420,187   | 葛飾区 442,328   | 江戸川区 446,758 | 練馬区 434,721   | 足立区 408,768   | 板橋区 311,225   | 新宿区 246,373   | 葛飾区 181,966   |
| 9    | 葛飾区 453,093   | 葛飾区 442,913   | 葛飾区 442,586   | 江東区 420,845   | 江東区 376,840   | 江東区 365,604   | 江東区 385,159   | 江東区 388,927   | 北区 387,458     | 北区 419,996     | 北区 431,219     | 品川区 423,015   | 葛飾区 376,724   | 台東区 310,058   | 葛飾区 244,832   | 板橋区 177,282   |
| 10   | 品川区 422,488   | 品川区 386,855   | 品川区 365,302   | 品川区 346,357   | 北区 326,764     | 北区 334,127     | 北区 354,647     | 北区 367,579     | 江東区 362,270   | 中野区 373,075   | 品川区 397,302   | 新宿区 413,910   | 豊島区 363,193   | 墨田区 305,590   | 墨田区 236,242   | 墨田区 173,601   |
| 11   | 北区 355,213     | 北区 341,076     | 北区 335,544     | 北区 330,412     | 品川区 324,608   | 品川区 325,377   | 品川区 344,611   | 品川区 357,732   | 品川区 346,247   | 新宿区 367,218   | 新宿区 390,657   | 江戸川区 405,139 | 中野区 351,360   | 豊島区 300,557   | 板橋区 223,003   | 江戸川区 173,422 |
| 12   | 新宿区 349,385   | 新宿区 333,560   | 新宿区 326,309   | 中野区 310,627   | 中野区 309,526   | 中野区 306,581   | 中野区 319,687   | 中野区 335,936   | 中野区 345,733   | 品川区 366,058   | 中野区 378,723   | 中野区 376,697   | 江東区 351,053   | 葛飾区 294,133   | 豊島区 217,141   | 目黒区 170,022   |
| 13   | 中野区 344,880   | 中野区 328,215   | 中野区 314,750   | 新宿区 305,716   | 新宿区 286,726   | 新宿区 279,048   | 新宿区 296,790   | 新宿区 332,722   | 新宿区 343,928   | 江東区 355,382   | 江東区 355,835   | 豊島区 373,126   | 墨田区 331,843   | 中野区 289,165   | 港区 216,120     | 中野区 168,215   |
| 14   | 豊島区 301,599   | 豊島区 291,167   | 豊島区 284,678   | 目黒区 264,064   | 目黒区 250,140   | 豊島区 246,252   | 豊島区 261,870   | 豊島区 278,455   | 豊島区 288,626   | 豊島区 321,078   | 豊島区 354,427   | 江東区 359,672   | 江戸川区 316,593 | 江東区 277,971   | 中野区 213,461   | 港区 164,966     |
| 15   | 目黒区 288,088   | 目黒区 277,622   | 目黒区 268,330   | 豊島区 250,585   | 豊島区 249,017   | 目黒区 243,100   | 目黒区 251,222   | 目黒区 269,166   | 目黒区 273,791   | 目黒区 285,003   | 目黒区 295,612   | 墨田区 317,856   | 台東区 318,889   | 江戸川区 254,771 | 江戸川区 208,861 | 新宿区 153,924   |
| 16   | 墨田区 272,085   | 墨田区 256,274   | 墨田区 247,606   | 墨田区 231,173   | 墨田区 215,979   | 墨田区 215,681   | 墨田区 222,944   | 渋谷区 242,442   | 渋谷区 247,035   | 渋谷区 263,815   | 墨田区 281,237   | 目黒区 298,774   | 練馬区 305,628   | 港区 254,592     | 目黒区 204,382   | 豊島区 149,597   |
| 17   | 港区 260,486     | 港区 243,283     | 文京区 206,626   | 渋谷区 203,334   | 渋谷区 196,682   | 渋谷区 188,472   | 渋谷区 205,625   | 墨田区 229,986   | 墨田区 232,796   | 墨田区 250,714   | 渋谷区 274,491   | 台東区 286,324   | 目黒区 293,763   | 目黒区 253,941   | 荒川区 201,248   | 文京区 144,858   |
| 18   | 渋谷区 243,883   | 渋谷区 224,533   | 港区 205,131     | 荒川区 191,207   | 荒川区 180,468   | 荒川区 176,886   | 荒川区 184,809   | 文京区 195,876   | 文京区 202,351   | 荒川区 217,905   | 荒川区 247,013   | 渋谷区 283,730   | 荒川区 285,480   | 荒川区 253,323   | 文京区 190,746   | 荒川区 144,837   |
| 19   | 文京区 240,069   | 文京区 219,724   | 渋谷区 204,492   | 文京区 189,632   | 文京区 176,017   | 文京区 172,474   | 文京区 181,269   | 港区 194,591     | 港区 201,257     | 文京区 216,250   | 台東区 240,769   | 荒川区 278,412   | 渋谷区 282,687   | 渋谷区 243,410   | 江東区 182,489   | 中央区 139,179   |
| 20   | 荒川区 217,475   | 荒川区 212,264   | 荒川区 203,296   | 港区 185,861     | 港区 159,398     | 台東区 153,918   | 台東区 162,969   | 荒川区 190,061   | 荒川区 198,126   | 港区 209,492     | 文京区 234,326   | 文京区 253,449   | 港区 267,024     | 文京区 236,971   | 渋谷区 181,244   | 渋谷区 131,682   |
| 21   | 台東区 211,444   | 台東区 198,073   | 台東区 175,928   | 台東区 165,186   | 台東区 156,325   | 港区 144,885     | 港区 158,499     | 台東区 176,804   | 台東区 186,048   | 台東区 207,649   | 港区 223,978     | 港区 241,539     | 文京区 259,383   | 練馬区 185,814   | 中央区 161,925   | 練馬区 111,792   |
| 22   | 中央区 169,179   | 中央区 141,183   | 中央区 122,762   | 中央区 98,399    | 中央区 72,526    | 中央区 63,923    | 中央区 68,041    | 中央区 79,973    | 中央区 82,700    | 中央区 90,097    | 中央区 103,850   | 中央区 128,017   | 中央区 161,299   | 中央区 171,316   | 練馬区 125,197   | 江東区 96,870    |
| 23   | 千代田区 66,680  | 千代田区 58,406  | 千代田区 47,115  | 千代田区 41,778  | 千代田区 36,035  | 千代田区 34,780  | 千代田区 39,472  | 千代田区 50,493  | 千代田区 54,801  | 千代田区 61,656  | 千代田区 74,185  | 千代田区 93,047  | 千代田区 116,944 | 千代田区 122,745 | 千代田区 110,348 | 千代田区 89,681  |

|      | 1940年 昭和15年      | 1935年 昭和10年      | 1930年 昭和5年       | 1925年 大正14年      | 1920年 大正9年       |
| ---- | -------------------- | -------------------- | -------------------- | -------------------- | -------------------- |
| 日本 | 71,933,000           | 69,254,148           | 64,450,005           | 59,736,822           | 55,963,053           |
| 全都 | 7,354,971            | 6,369,919            | 5,408,678            | 4,485,144            | 3,699,428            |
| 区部 | 6,778,804            | 5,895,882            | 4,986,913            | 4,109,113            | 3,358,186            |
| 1    | 【大田区】 531,784   | 【墨田区】 464,892   | 【台東区】 415,672   | 【台東区】 404,754   | 【台東区】 439,596   |
| 2    | 【墨田区】 479,809   | 【台東区】 464,217   | 【墨田区】 390,843   | 【新宿区】 339,360   | 【港区】 330,004     |
| 3    | 【台東区】 460,254   | 【江東区】 385,222   | 【新宿区】 357,655   | 【墨田区】 327,604   | 【墨田区】 320,695   |
| 4    | 【品川区】 419,403   | 【新宿区】 375,848   | 【港区】 322,487     | 【港区】 320,541     | 【新宿区】 290,398   |
| 5    | 【江東区】 419,154   | 【品川区】 366,125   | 【江東区】 319,786   | 【文京区】 287,699   | 【文京区】 282,080   |
| 6    | 【新宿区】 394,480   | 【大田区】 348,941   | 【品川区】 311,604   | 【江東区】 273,384   | 【中央区】 269,812   |
| 7    | 【荒川区】 351,281   | 【港区】 337,333     | 【文京区】 288,242   | 【品川区】 232,447   | 【江東区】 254,324   |
| 8    | 【北区】 351,009     | 【荒川区】 326,210   | 【荒川区】 280,616   | 【中央区】 225,365   | 【千代田区】 217,682 |
| 9    | 【港区】 336,312     | 【文京区】 288,350   | 【大田区】 245,457   | 【荒川区】 218,428   | 【渋谷区】 137,207   |
| 10   | 【豊島区】 312,209   | 【北区】 285,561     | 【中央区】 239,533   | 【豊島区】 198,075   | 【荒川区】 121,412   |
| 11   | 【文京区】 300,801   | 【豊島区】 268,015   | 【豊島区】 236,701   | 【渋谷区】 190,774   | 【品川区】 121,077   |
| 12   | 【世田谷区】 281,804 | 【中央区】 261,205   | 【北区】 227,419     | 【千代田区】 184,908 | 【豊島区】 109,803   |
| 13   | 【渋谷区】 256,706   | 【渋谷区】 234,850   | 【渋谷区】 213,533   | 【北区】 166,863     | 【北区】 94,729      |
| 14   | 【杉並区】 245,435   | 【世田谷区】 210,701 | 【千代田区】 188,687 | 【大田区】 152,005   | 【大田区】 78,522    |
| 15   | 【中央区】 244,046   | 【千代田区】 197,233 | 【世田谷区】 149,323 | 【足立区】 89,226    | 【足立区】 60,780    |
| 16   | 【板橋区】練 233,115 | 【杉並区】 190,217   | 【杉並区】 134,529   | 【世田谷区】 87,965  | 【世田谷区】 39,952  |
| 17   | 【足立区】 231,246   | 【中野区】 178,383   | 【中野区】 134,098   | 【中野区】 85,294    | 【江戸川区】 39,386  |
| 18   | 【中野区】 214,117   | 【足立区】 174,612   | 【足立区】 127,507   | 【杉並区】 65,981    | 【板橋区】 31,615    |
| 19   | 【目黒区】 198,795   | 【目黒区】 152,187   | 【目黒区】 108,208   | 【江戸川区】 64,530  | 【中野区】 29,198    |
| 20   | 【千代田区】 186,699 | 【板橋区】練 150,868 | 【江戸川区】 96,971  | 【目黒区】 63,019    | 【葛飾区】 27,661    |
| 21   | 【江戸川区】 177,304 | 【江戸川区】 129,230 | 【葛飾区】 84,456    | 【板橋区】 50,746    | 【目黒区】 22,287    |
| 22   | 【葛飾区】 153,041   | 【葛飾区】 105,682   | 【板橋区】 72,080    | 【葛飾区】 49,415    | 【練馬区】 21,867    |
| 23   | －                   | －                   | 【練馬区】 41,506    | 【練馬区】 30,730    | 【杉並区】 18,099    |

### 現在の人口順位
| 順 位 |        | 区       | 法定人口 （人） | 推計人口 （人） | 増減率 (%) | 種別   | 推計人口の 統計年月日 |
| ----- | ------ | -------- | --------------- | --------------- | ---------- | ------ | --------------------- |
| 1     | 東京都 | 世田谷区 | 943,664         | 949,958         | +0.67      | 特別区 | 2025年7月1日          |
| 2     | 東京都 | 練馬区   | 752,608         | 761,379         | +1.17      | 特別区 | 2025年7月1日          |
| 3     | 東京都 | 大田区   | 748,081         | 756,735         | +1.16      | 特別区 | 2025年7月1日          |
| 4     | 東京都 | 江戸川区 | 697,932         | 697,406         | -0.08      | 特別区 | 2025年7月1日          |
| 5     | 東京都 | 足立区   | 695,043         | 705,524         | +1.51      | 特別区 | 2025年7月1日          |
| 6     | 東京都 | 杉並区   | 591,108         | 598,228         | +1.20      | 特別区 | 2025年7月1日          |
| 7     | 東京都 | 板橋区   | 584,483         | 596,413         | +2.04      | 特別区 | 2025年7月1日          |
| 8     | 東京都 | 江東区   | 524,310         | 541,584         | +3.29      | 特別区 | 2025年7月1日          |
| 9     | 東京都 | 葛飾区   | 453,093         | 460,901         | +1.72      | 特別区 | 2025年7月1日          |
| 10    | 東京都 | 品川区   | 422,488         | 430,434         | +1.88      | 特別区 | 2025年7月1日          |
| 11    | 東京都 | 北区     | 355,213         | 368,419         | +3.72      | 特別区 | 2025年7月1日          |
| 12    | 東京都 | 新宿区   | 349,385         | 360,020         | +3.04      | 特別区 | 2025年7月1日          |
| 13    | 東京都 | 中野区   | 344,880         | 353,740         | +2.57      | 特別区 | 2025年7月1日          |
| 14    | 東京都 | 豊島区   | 301,599         | 310,483         | +2.95      | 特別区 | 2025年7月1日          |
| 15    | 東京都 | 目黒区   | 288,088         | 289,039         | +0.33      | 特別区 | 2025年7月1日          |
| 16    | 東京都 | 墨田区   | 272,085         | 284,990         | +4.74      | 特別区 | 2025年7月1日          |
| 17    | 東京都 | 港区     | 260,486         | 270,150         | +3.71      | 特別区 | 2025年7月1日          |
| 18    | 東京都 | 渋谷区   | 243,883         | 244,907         | +0.42      | 特別区 | 2025年7月1日          |
| 19    | 東京都 | 文京区   | 240,069         | 249,762         | +4.04      | 特別区 | 2025年7月1日          |
| 20    | 東京都 | 荒川区   | 217,475         | 225,057         | +3.49      | 特別区 | 2025年7月1日          |
| 21    | 東京都 | 台東区   | 211,444         | 225,463         | +6.63      | 特別区 | 2025年7月1日          |
| 22    | 東京都 | 中央区   | 169,179         | 188,081         | +11.17     | 特別区 | 2025年7月1日          |
| 23    | 東京都 | 千代田区 | 66,680          | 68,857          | +3.26      | 特別区 | 2025年7月1日          |

### 将来人口推計
2020年（令和2年）国勢調査の結果をもとにした国立社会保障・人口問題研究所による30年後（2050年）までの推計。太字は人口最多年。
|          | 2025年    | 2030年     | 2035年     | 2040年     | 2045年     | 2050年     |
| -------- | --------- | ---------- | ---------- | ---------- | ---------- | ---------- |
| 合計     | 9,864,811 | 10,030,032 | 10,167,420 | 10,257,602 | 10,285,440 | 10,260,520 |
| 千代田区 | 69,781    | 73,265     | 75,964     | 77,961     | 79,221     | 79,828     |
| 中央区   | 180,892   | 190,062    | 198,061    | 204,407    | 208,688    | 210,897    |
| 港区     | 269,627   | 283,075    | 294,403    | 303,333    | 309,348    | 312,556    |
| 新宿区   | 357,875   | 362,247    | 366,285    | 368,303    | 367,108    | 364,111    |
| 文京区   | 250,756   | 258,335    | 264,924    | 269,344    | 271,302    | 271,626    |
| 台東区   | 221,041   | 228,076    | 234,343    | 239,478    | 242,867    | 244,549    |
| 墨田区   | 280,430   | 286,049    | 290,958    | 294,801    | 296,865    | 297,077    |
| 江東区   | 547,596   | 563,118    | 575,540    | 584,661    | 590,461    | 592,669    |
| 品川区   | 427,526   | 441,295    | 452,199    | 460,036    | 464,266    | 465,174    |
| 目黒区   | 286,311   | 290,779    | 294,905    | 298,001    | 299,239    | 298,596    |
| 大田区   | 749,353   | 758,874    | 766,976    | 771,582    | 771,509    | 768,130    |
| 世田谷区 | 946,010   | 964,718    | 979,143    | 987,357    | 989,492    | 987,144    |
| 渋谷区   | 247,231   | 253,994    | 260,002    | 264,615    | 266,946    | 267,179    |
| 中野区   | 352,892   | 357,060    | 361,413    | 364,317    | 364,143    | 361,660    |
| 杉並区   | 589,517   | 601,096    | 611,686    | 618,753    | 620,662    | 618,595    |
| 豊島区   | 308,478   | 317,153    | 324,012    | 328,611    | 330,009    | 329,403    |
| 北区     | 355,639   | 358,395    | 360,531    | 361,467    | 360,706    | 358,782    |
| 荒川区   | 217,571   | 222,413    | 226,357    | 229,145    | 230,666    | 231,170    |
| 板橋区   | 591,743   | 598,135    | 603,745    | 606,997    | 607,176    | 605,109    |
| 練馬区   | 764,570   | 765,071    | 765,653    | 764,854    | 761,202    | 755,009    |
| 足立区   | 700,264   | 706,122    | 710,312    | 712,704    | 713,173    | 711,213    |
| 葛飾区   | 457,090   | 457,654    | 457,742    | 456,775    | 454,563    | 451,040    |
| 江戸川区 | 692,618   | 693,046    | 692,266    | 690,100    | 685,828    | 679,003    |

## 経済

### 日本最大の経済都市

#### 都心と副都心

##### 都心
「東京都心」に対する明確で統一的な定義はなされていない。文脈や文献や法規によって異なり曖昧である。メディアおよび行政、不動産業界が使用している『都心3区』や『都心5区』などは、東京都が定める正式な区分ではなく、あくまで便宜上の造語である。千代田区、中央区、港区を『都心3区』、さらに区の全域が東京の旧市内に含まれる文京区や台東区を含めて『都心5区』と呼ぶ場合もある（ただし、近年の不動産業界では『都心3区』に地価の高い地域の多い新宿区、渋谷区を加えて『都心5区』と呼ぶのが一般的になっている）。
近年、オフィス街に商業施設がオープンしたり、商業地にマンションやオフィス棟が建設されたりするなど複合商業施設が増加しており、オフィス街、繁華街、住宅地の区別が曖昧になってきている。都心も、正式な区分ではないものの行政区単位で都心3区や都心5区、都心7区、都心8区などを指す場合もあれば、首都高内側の都心11区を指す考えまでさまざまであり、街も数え上げれば膨大になる（都心参照）。また皇居からの方角を現す『城東』『城南』『城西』『城北』も旧東京市に実在した行政区の城東区（江東区東部）を除けば、正式な範囲は設けられていない。そのため業者や企業ごとに区分がまちまちである。
- 千代田区・霞が関一丁目
官僚たちが勤務する中央官庁街・「霞が関」。中央省庁のほとんどがここに集中しており、弁護士会館なども所在する。
- 千代田区・丸の内
東京駅舎の周囲に高層ビルが立ち並ぶ。日本の金融・経済の中心地。
- 千代田区・秋葉原
かつてはもっぱら電子部品の街や電気街として有名だったが、その後アニメ文化発信地となる。さらに秋葉原駅は鉄道5路線が交わっており、その利用価値が着目されて大規模な再開発が行われた。
- 中央区・銀座
百貨店が林立し老舗の名店も軒を連ねる場所で、近年は世界の有名ブランドの路面店も多い。
- 港区・六本木
周辺に各国の大使館が点在し、繁華街のみならず、ビジネスエリアや高級マンションエリアもあり、多面的な顔を見せる。
- 港区・汐留
近年の再開発により、複合都市として生まれ変わった高層ビル群。

##### 副都心
範囲が曖昧な「都心」とは異なり副都心は東京都が策定した正式なもので、新宿副都心、渋谷副都心、池袋副都心、上野・浅草副都心、錦糸町・亀戸副都心、大崎副都心、臨海副都心の7エリアである。特に、新宿・渋谷・池袋は『三大副都心』と称されている。
- 新宿区・西新宿
超高層ビル街・オフィス街。
- 新宿区・歌舞伎町
歓楽街で、「夜の街」や「眠らない街」とも称される。
- 渋谷区・渋谷
渋谷スクランブル交差点。周囲には若者の街もあり、またIT企業が入ったオフィスビルも立ち並ぶ。
- 港区～渋谷区、表参道
明治神宮の参道として整備されたケヤキ並木。日本国内外の有名ブランドの店舗が数多く立並ぶ。
- 港区～品川区・品川
新幹線の乗り入れるターミナル駅を中心とするビジネス街。
- 豊島区・池袋
高層ビル、百貨店、繁華街、歓楽街などで賑わう街。
- 台東区・浅草・雷門（浅草寺）
江戸文化が息づく地。
- 港区～江東区・お台場・有明 
1990年代後半に開発が本格化したウォーターフロント。台場は観光スポット、有明は日本屈指のMICEエリアとなっている。

#### オフィス街
大手町から丸の内、霞が関、日本橋、新橋・汐留、虎ノ門、赤坂、六本木、港南にかけての地域は、オフィス街として大企業の本社や中央省庁が立地し、日本の経済・行政の中心地となっている。ほかに品川、西新宿などの副都心もオフィス街となっている。2009年6月、CBリチャード・エリス（現・CBRE）グループによるオフィス不動産市場調査によると、東京都心はロンドンのウエスト・エンド地区やニューヨークのミッドタウン地区を凌ぎ、世界でもっともオフィス価格が高いと評価されている。

#### 商業地・繁華街
百貨店や専門店、商業ビルが多数立地している商業地は、新宿エリア、池袋エリア、渋谷エリア、原宿・青山・表参道エリア、銀座・有楽町エリア、東京駅・日本橋エリア、浅草・上野エリアの7大エリアが主なところである。特に新宿は巨大な繁華街を擁し、年間販売額は日本一位を誇る。また、銀座は、ニューヨークの5番街、パリのシャンゼリゼ通りとともに、高級百貨店やラグジュアリーショップ、ブランド旗艦店などが立ち並ぶブランドストリートとして世界的にも知られる。
ほかに有名な街（繁華街）は、六本木・赤坂・麻布エリア、恵比寿・代官山エリア、秋葉原、お台場、新橋、自由が丘、神田、神保町、神楽坂、高田馬場、高円寺、蒲田、北千住、錦糸町、下北沢・三軒茶屋エリア、巣鴨、中野、赤羽、五反田などがある。

## 情報通信

### マスメディア

#### 放送局

##### テレビ
- 在京テレビジョン放送局およびキー局を参照。

##### ラジオ
- TBSラジオ - キー局かつ広域放送でありながら流される情報は東京都中心（開局直後の1970年代初頭から放送されている「都民ニュース」という番組がある）。
- 文化放送 - 広域放送
- ニッポン放送 - 同上
- ラジオNIKKEI - 全国放送。
- TOKYO FM - 東京都域放送。
- J-WAVE - 同上
- interfm - 都区部などが対象。
- かつしかFM - 葛飾区
- FMえどがわ - 江戸川区
- RADIO CITY - 中央区
- エフエム世田谷 - 世田谷区
- レインボータウンFM - 江東区
- 渋谷のラジオ - 渋谷区
- エフエムしながわ - 品川区

## 生活基盤

### ライフライン

#### 電信

##### 電話番号
東京都区部の市外局番としては03が使用される。ただし、NTTの収容ビルの関係で世田谷区に隣接する狛江市の大部分と調布市・三鷹市の一部地域でも使用されている。東京都は神奈川県・埼玉県・千葉県に隣接するが、兵庫県尼崎市でも使用される大阪06とは異なり都外では使用されていない。東京都区部の市内局番は1960年（昭和35年）2月7日から3桁（それ以前は2桁。1956年（昭和31年）7月27日以降開局の収容ビルから順次先行3桁化）であったが、対象となる電話加入者の急激な増加に対応しきれなくなってきたため、1988年（昭和63年）2月8日から新規加入者を中心として段階的に5で始まる4桁のものが使い始められた。1991年（平成3年）1月1日からは、既存の3桁の市内局番の利用者についても、その前に3を加えた4桁に変更することで、全面的に4桁に切り替えられた。また、2003年（平成15年）ごろから4または6で始まる4桁が増えてきた。
練馬区西大泉町は埼玉県新座市域内にある飛地であるため、市外局番は新座市と同じ048となっていたが、住民の交渉によって03となった。

## 交通

### 空路
東京国際空港（羽田空港）
東京都大田区に所在する日本最大の空港であり、世界でも有数の規模を有する。1978年5月の成田国際空港開港以降は日本の国内線を中心としているが、2010年10月に現在の第3ターミナルに当たる新国際線ターミナルビルが開業してからは国際線も再び強化されている。都心部との距離が近いため、日本政府の政府専用機や、国賓級の乗客が利用する外国政府の特別機も東京国際空港を使用することが多い。都心部との交通手段として東京モノレールと京浜急行電鉄がターミナル直下に乗り入れるほか、リムジンバスが都内の主要駅や主なホテル、近隣県の主な駅との間を結んでいる。他に路線バスやタクシーなどの連絡手段も利用される。
成田国際空港
千葉県成田市に所在する日本最大の国際空港である。国際線が主体であるものの、2012年にLCCが就航してからは国内線も大幅に強化された。東京都心との連絡手段は、開港当時には東関東自動車道経由のリムジンバスと、ターミナルから離れていた当時の成田空港駅（現：東成田駅）まで乗り入れていた京成電鉄のスカイライナーに限られていたが、1991年3月から空港ターミナル直下に東日本旅客鉄道と京成電鉄が乗り入れるようになり、アクセス利便性が向上した。しかし東京都の都心部からはなお1時間程度を要することもあり、2010年7月に成田高速鉄道アクセスが開業した。これにより所要時間が最速で約40分まで短縮された。

### 鉄道
東京都区部には鉄道網が多数張り巡らされている。中央駅は東京駅。ほかにも新宿駅・渋谷駅・池袋駅・品川駅・北千住駅・上野駅などが区部各地域のターミナル駅として機能する。

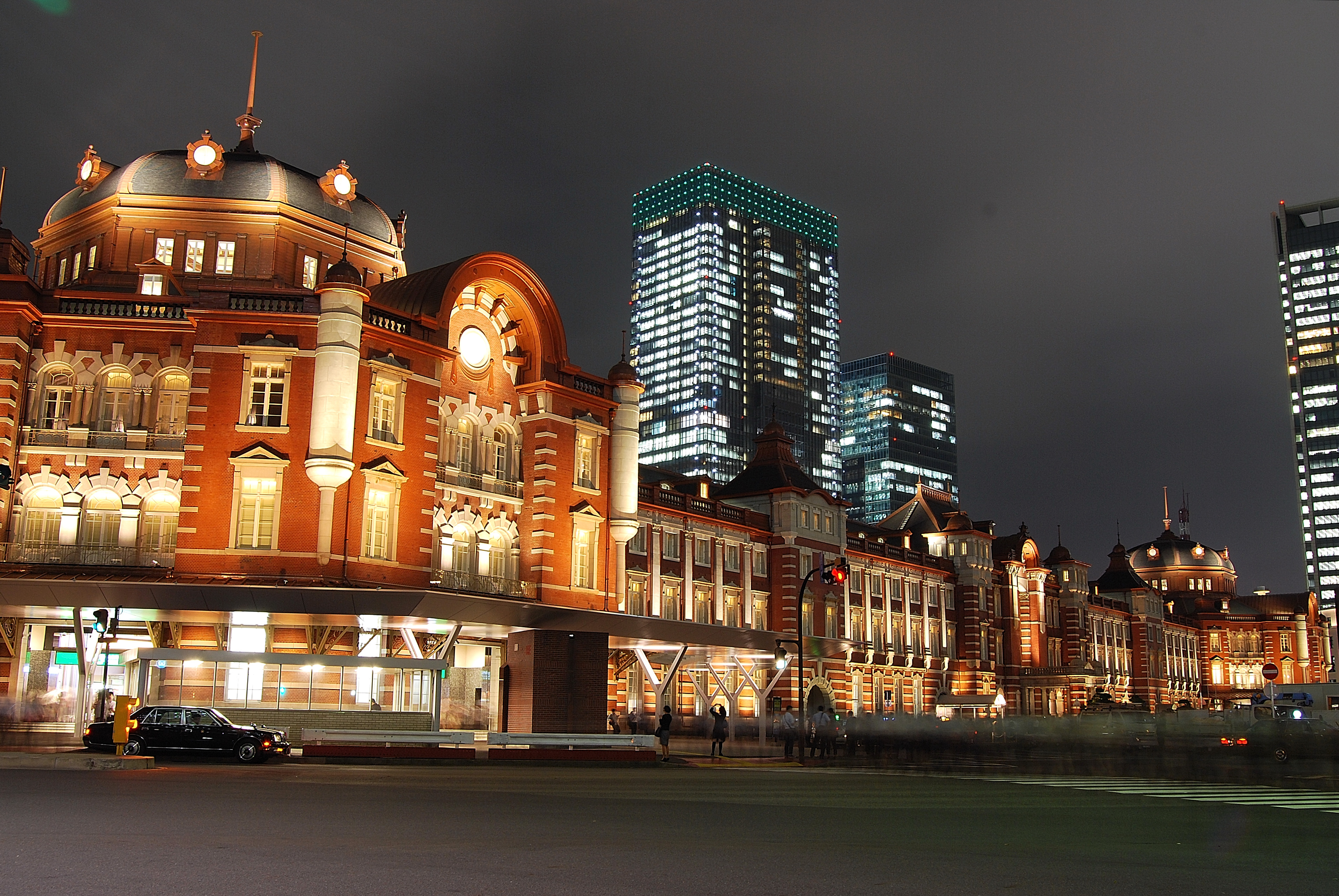
東京駅
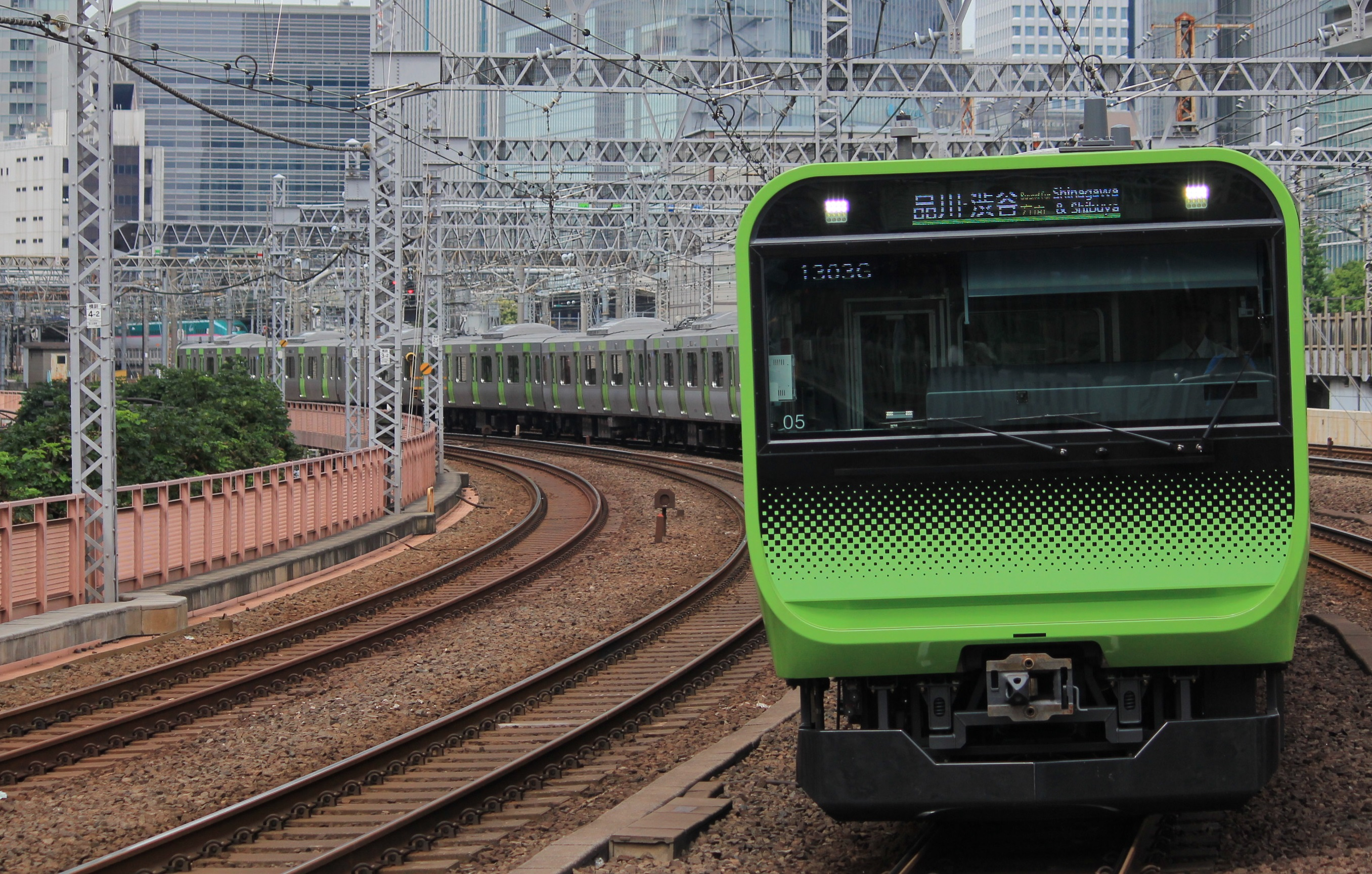
東京都区部の主要なターミナルを環状につなぐ山手線
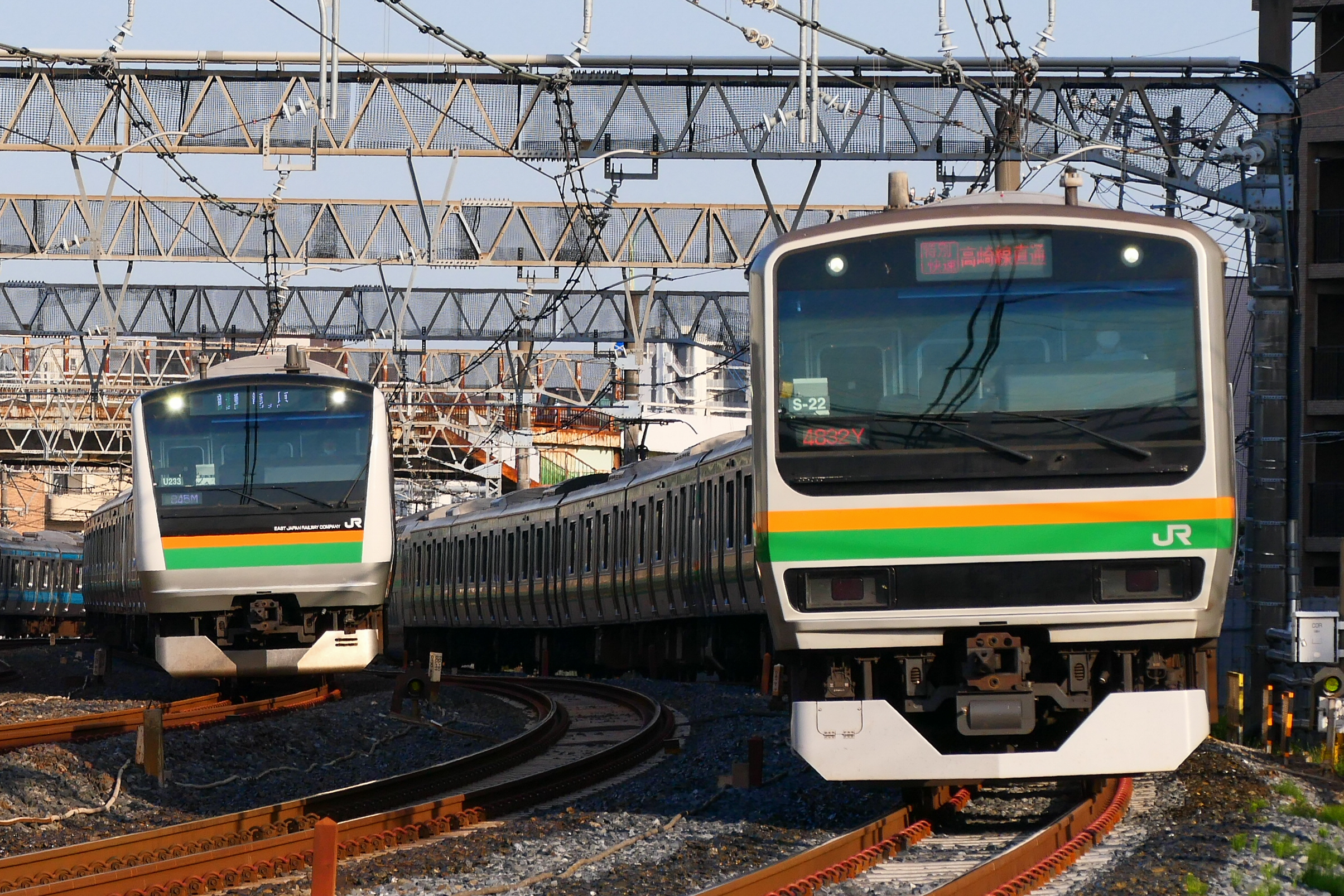
東京都心部から関東近郊を結ぶ上野東京ライン・湘南新宿ライン
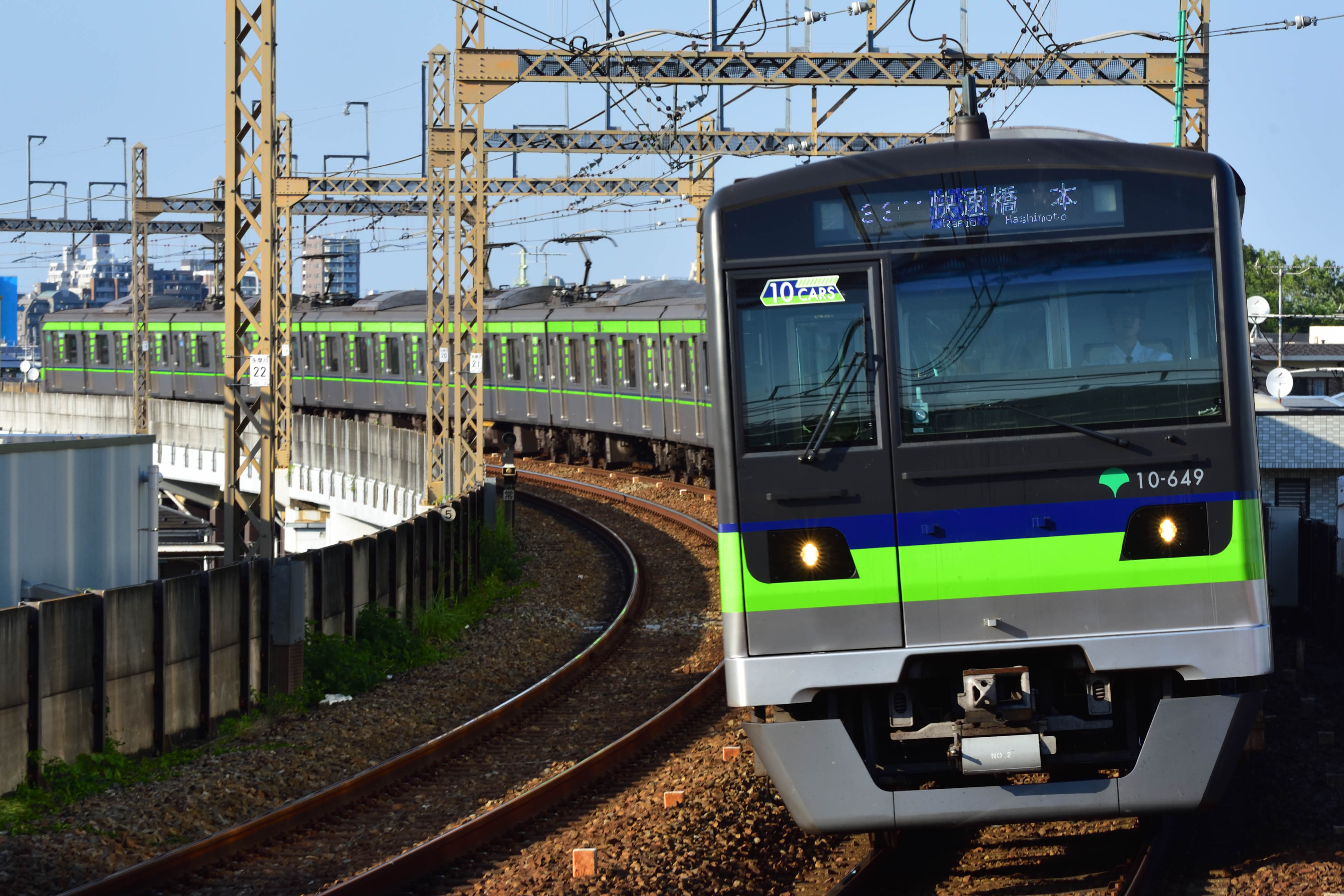
東京副都心から都心部を東西に直進する都営地下鉄新宿線
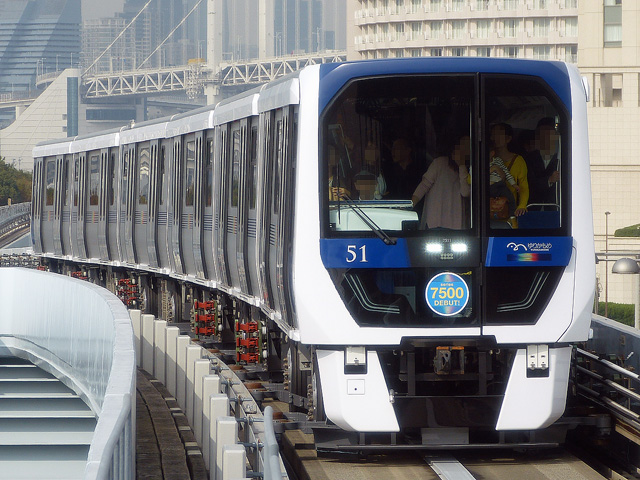
東京の臨海部を走行する新交通ゆりかもめ

#### 主要駅
| - 東京駅（JR線・新幹線・東京地下鉄） - 上野駅（JR線・新幹線・京成線・東京地下鉄） - 池袋駅（JR線・東武線・西武線・東京地下鉄） - 新宿駅（JR線・京王線・小田急線・東京地下鉄・都営地下鉄） - 渋谷駅（JR線・京王線・東急線・東京地下鉄） - 品川駅（JR線・新幹線・京急線） - 新橋駅（JR線・東京地下鉄・都営地下鉄・ゆりかもめ） | - 神田駅（JR線・東京地下鉄） - 秋葉原駅（JR線・東京地下鉄・つくばエクスプレス） - 日暮里駅（JR線・京成線・東京都交通局） - 高田馬場駅（JR線・西武線・東京地下鉄） - 恵比寿駅（JR線・東京地下鉄） - 大崎駅（JR線・りんかい線） - 浜松町駅（JR線・東京モノレール） | - 北千住駅（JR線・東武線・東京地下鉄・つくばエクスプレス） - 押上駅（東武線・京成線・東京地下鉄・東京都交通局） - 赤羽駅（JR線） - 浅草駅（東武線・東京地下鉄・東京都交通局、つくばエクスプレス） - 御茶ノ水駅（JR線・東京地下鉄） - 大井町駅（JR線・東急線・りんかい線） - 新木場駅（JR線・東京地下鉄・りんかい線） |

#### 路線
東京都区部のJRの駅は、すべて特定都区市内制度の「東京都区内駅」に所属する。
| 東日本旅客鉄道（JR東日本） - 東北新幹線（東京駅 - 上野駅間） - 東海道線（東京駅 - 品川駅間） - 宇都宮線・高崎線（東京駅 - 赤羽駅） - 京浜東北線（赤羽駅 - 蒲田駅間） - 中央線快速（東京駅 - 西荻窪駅間） - 横須賀・総武快速線（西大井駅 - 新小岩駅間） | - 中央・総武緩行線（小岩駅 - 西荻窪駅間） - 山手線（全線） - 常磐快速線（上野駅 - 北千住駅間） - 常磐緩行線（綾瀬駅 - 金町駅間） - 京葉線（東京駅 - 葛西臨海公園駅間） - 埼京線（大崎駅 - 浮間舟渡駅間） - 湘南新宿ライン（西大井駅 - 赤羽駅間） |

東海旅客鉄道（JR東海）
- 東海道新幹線（東京駅 - 品川駅間）

| 京王電鉄（京王） - 京王線（新宿駅 - 千歳烏山駅間） - 京王新線（全線） - 井の頭線（渋谷駅 - 久我山駅間） 東急電鉄（東急） - 東横線（渋谷駅 - 多摩川駅間） - 目黒線（目黒駅 - 多摩川駅間） - 田園都市線（渋谷駅 - 二子玉川駅間） - 大井町線（大井町駅 - 二子玉川駅間） - 池上線（全線） - 東急多摩川線（全線） - 世田谷線（全線） 小田急電鉄（小田急） - 小田原線（新宿駅 - 喜多見駅間） 東武鉄道（東武） - 伊勢崎線（浅草駅・押上駅 - 竹ノ塚駅間） - 亀戸線（全線） - 大師線（全線） - 東上本線（池袋駅 - 成増駅間） 西武鉄道（西武） - 池袋線（池袋駅 - 大泉学園駅間） - 豊島線（全線） - 西武有楽町線（全線） - 新宿線（西武新宿駅 - 武蔵関駅間） 京浜急行電鉄（京急） - 本線（泉岳寺駅 - 六郷土手駅間） - 空港線（全線） 京成電鉄（京成） - 本線（京成上野駅 - 江戸川駅間） - 押上線（全線） - 金町線（全線） | 東京地下鉄（東京メトロ） - 銀座線（全線） - 丸ノ内線（全線） - 日比谷線（全線） - 東西線（中野駅 - 葛西駅間） - 千代田線（全線） - 有楽町線（地下鉄成増駅 - 新木場駅間） - 半蔵門線（全線） - 南北線（全線） - 副都心線（地下鉄成増駅 - 渋谷駅間） 東京都交通局 - 浅草線（全線） - 三田線（全線） - 新宿線（新宿駅 - 篠崎駅間） - 大江戸線（全線） - 都電荒川線（全線） - 日暮里・舎人ライナー（全線） 北総鉄道 - 北総線（京成高砂駅 - 新柴又駅間） 東京臨海高速鉄道 - りんかい線（全線） 首都圏新都市鉄道 - つくばエクスプレス（秋葉原駅 - 六町駅間） 埼玉高速鉄道 - 埼玉高速鉄道線（赤羽岩淵駅） 東京モノレール - 東京モノレール羽田空港線（全線） ゆりかもめ - 東京臨海新交通臨海線（全線） |

### バス

#### 路線バス

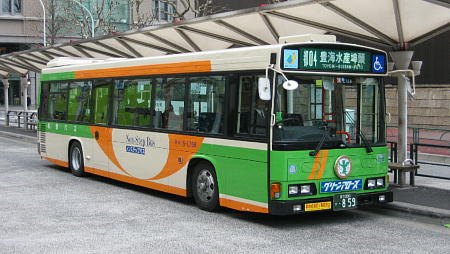
東京都区部が主な営業エリアの都営バス

23区内で完結する路線を有する事業者を記載する。23区外から高速バス路線で乗り入れる事業者については省略。
各区が関与するコミュニティバスについては、日本のコミュニティバス一覧#特別区・島嶼部を参照。
- 都営バス
- 京王バス
  - 京王バス
- 東急バス
- 小田急バス
  - 小田急ハイウェイバス
- 関東バス
- 東武バス
  - 東武バスセントラル
- 西武バス
- 京浜急行バス

- 京成バス
  - 京成バス東京
  - 東京BRT
- 国際興業バス
- 東京空港交通
- はとバス
- 日立自動車交通
- 日の丸自動車興業
  - スカイバス東京
  - 東京ベイシャトル
  - 丸の内シャトル
  - メトロリンク日本橋

### 道路
- 土曜日午後10時から、翌朝日曜日午前7時まで、首都高速道路や国道357号線を除き、環状七号線を含むそれ以内都心方向・環状八号線一部区間で大型貨物車の進入が規制されている[29]。東京都道318号環状七号線#大型貨物車の規制・東京都道311号環状八号線#概要も参照。

#### 高速道路
- 首都高速道路

#### 国道
放射線を南方向（東京湾沿い）から東方向（東京湾沿い）へ時計回りに列挙。
- 国道357号(神奈川方面の一般部は未開通)
- 国道130号
- 国道131号
- 国道15号
- 国道1号
- 国道466号
- 国道246号
- 国道20号
- 国道254号
- 国道17号
- 国道122号
- 国道4号
- 国道6号
- 国道14号
- 国道357号(千葉方面)

環状線
- 国道298号(葛飾区の端をかすめる。)

### 航路

#### 港湾
東京港
23区東部、東京湾に面する港湾。都が管理している。港則法上では「京浜港東京区」といい、「京浜港川崎区」の北部に隣接する。
日本の主要な国際貿易港のひとつで、横浜港とともに「スーパー中枢港湾」として国から指定されている。
詳細は東京港の項目を参照。

#### 水上バス
- 東京都観光汽船

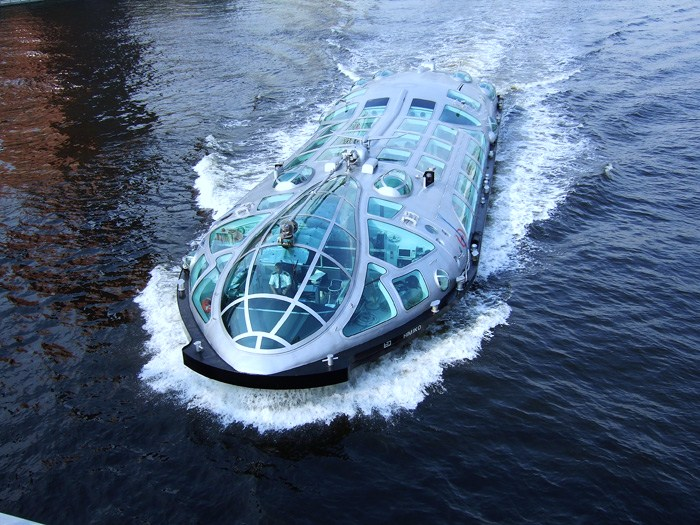
東京都観光汽船のヒミコ

  - 浅草・お台場直通ライン（通称：ヒミコ航路）
  - 隅田川ライン他
- 東京水辺ライン
  - 両国・お台場クルーズ他
- 荒川水上バス
  - なぎさコース（秋ヶ瀬 - 川口 - 堀切 - 葛西臨海公園）
  - レインボーコース（葛西臨海公園 - お台場海浜公園）
  - なぎさ・レインボーコース（秋ヶ瀬 - 川口 - 堀切 - 葛西臨海公園 - お台場海浜公園）
- アーバンランチ

### ナンバープレート

#### 東京運輸支局の区分け
区部では以下のように区分けされている（東京運輸支局も参照）。
- 品川ナンバー - 千代田区・中央区・港区・品川区・目黒区・大田区・渋谷区（ここに島嶼部も含む）
- 練馬ナンバー - 新宿区・文京区・中野区・豊島区・北区・練馬区
- 足立ナンバー - 台東区・墨田区・荒川区・足立区・江戸川区
- 世田谷ナンバー（ご当地ナンバー） - 世田谷区
- 杉並ナンバー（ご当地ナンバー） - 杉並区
- 板橋ナンバー（ご当地ナンバー） - 板橋区
- 葛飾ナンバー（ご当地ナンバー） - 葛飾区
- 江東ナンバー（ご当地ナンバー） - 江東区

## 文化・名物

### グルメ
フランスのタイヤメーカーミシュランが発行するグルメブック、『ミシュラン東京日本語版2008』が2007年11月に刊行された。アジアでは初のことである。
2008年版では23区のうち8区が対象となり、三つ星レストランが8店と、パリに次いで多く、星を獲得した店の合計は世界一多い150店、星の総数は191となった。総責任者のジャン＝リュック・ナレは「東京は世界一の美食の都」と語り、ロイター通信は、「パリやニューヨークやローマは、もうどうでもいい。ミシュランによると、グルメの本場は東京なのだそうだ」と伝えた。
2010年度版では、三つ星が11店、二つ星が42店、一つ星が144店となり、星の総数が史上最多の261となった。三つ星の数でもパリの10店を抜き、世界一となっている。ミシュランガイドの総責任者のナレは、「東京は世界の美食の首都だ」と評価し、2位以下は京都、パリの順だと発言している。さらに東京はパリの4倍の飲食店があるが、質も格別と絶賛した。
| 都市         | 星の総数 | 三つ星 | 二つ星 | 一つ星 |
| ------------ | -------- | ------ | ------ | ------ |
| 東京         | 261      | 11     | 42     | 144    |
| 京都         | 110      | 6      | 13     | 66     |
| パリ         | 99       | 10     | 14     | 41     |
| 大阪         | 79       | 1      | 12     | 52     |
| ニューヨーク | 71       | 5      | 6      | 44     |
| ロンドン     | 47       | 1      | 2      | 40     |
| 香港         | 31       | 1      | 7      | 14     |